# بانکو دی بوگوتا

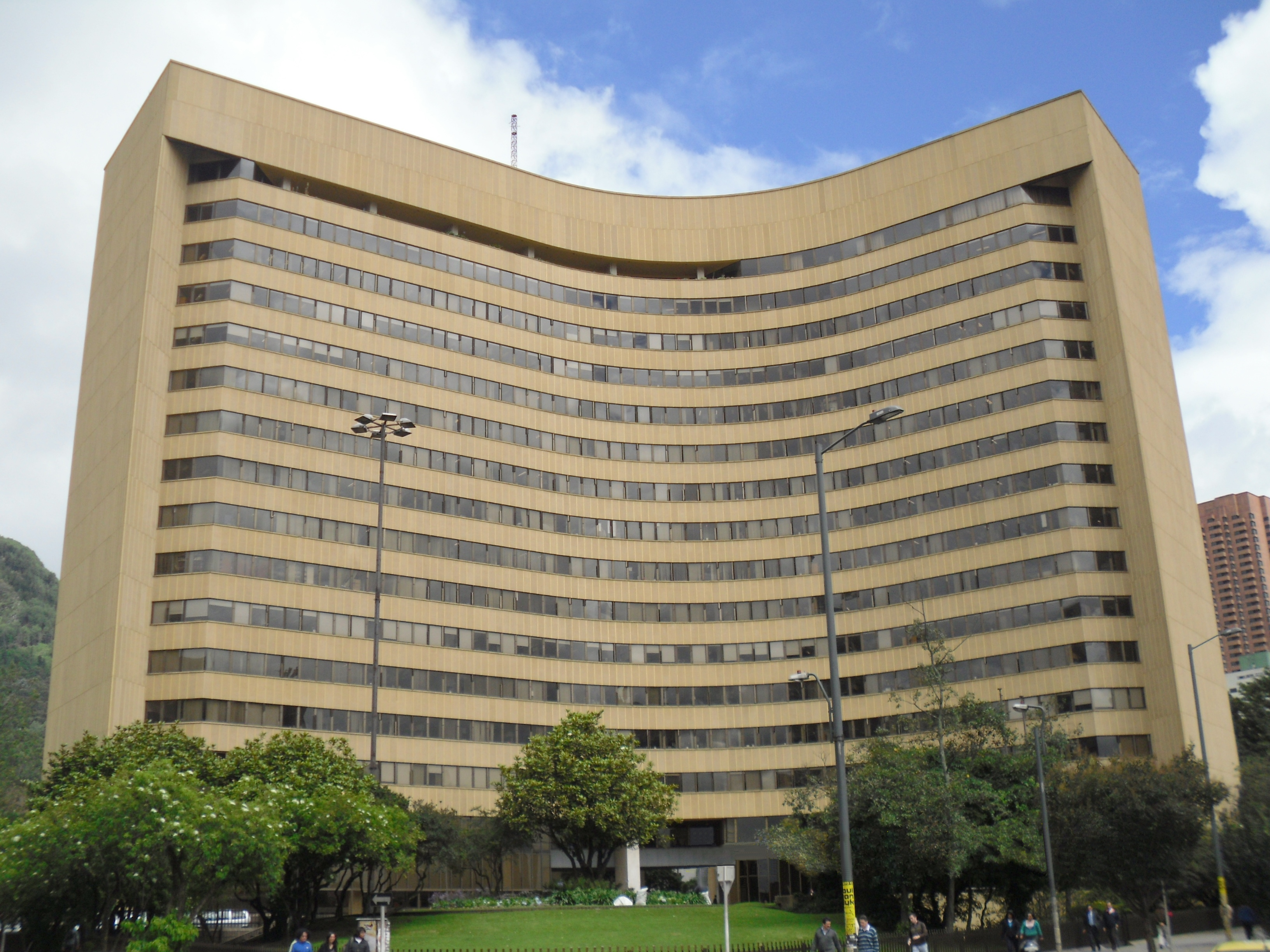
ساختمان مرکزی بانکو دی بوگوتا در شهر بوگوتا

بانکو دی بوگوتا (به اسپانیایی: Banco de Bogotá) شرکت خدمات مالی و بانکداری کلمبیایی است، که در زمینه ارائه خدمات بانکداری خرد، بانکداری اختصاصی، بانکداری شرکتی، عرضه انواع وام‌ها و وام مسکن فعالیت می‌کند.
بانکو دی بوگوتا در سال ۱۸۷۰ تأسیس شد و در حال حاضر مالک شبکه‌ای از ۲۷۴ شعبه بانکداری خرد می‌باشد.
شعبه مرکزی این بانک در شهر بوگوتا، کلمبیا قرار دارد و بخشی از سهام آن در بازار بورس کلمبیا معامله می‌شود. گروپو اول اکثریت سهام بانک بوگوتا را در اختیار دارد.

## نگارخانه

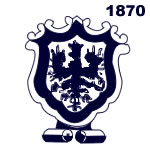
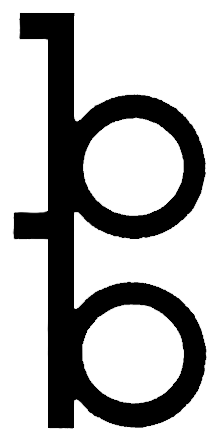